# Vstali Kristus (Michelangelo)
Vstali Kristus, v italijanščini Cristo della Minerva, znan tudi kot Kristus Odrešenik ali Kristus, ki nosi križ, je marmorna skulptura italijanskega visokorenesančnega mojstra Michelangela, dokončana leta 1521. Je v cerkvi Santa Maria sopra Minerva v Rimu, levo od glavnega oltarja.
Delo je junija 1514 naročil rimski patricij Metello Vari, ki je določil le, da bo gola stoječa figura imela križ v naročju, vendar je kompozicijo v celoti prepustil Michelangelu.  Michelangelo je delal na prvi različici tega kipa v svojem ateljeju v Macello dei Corvi okoli leta 1515, vendar ga je opustil, ko je v belem marmorju odkril črno žilo, na kar je Varija opozoril v pismu, kasneje pa Ulisse Aldrovandi.  Nova različica je bila v letih 1519-1520 na hitro zamenjana, da bi izpolnila pogoje pogodbe. Michelangelo je na tem delal v Firencah, selitev v Rim in zadnji dotiki so bili zaupani vajencu Pietru Urbanu; slednji pa je poškodoval delo in ga je moral na predlog Sebastiana del Piomba hitro zamenjati Federico Frizzi.
Prvo različico, tako grobo, je zahteval Metello Vari in jo januarja 1522 dal za majhno vrtno dvorišče svojega palazzetta pri Santa Maria sopra Minerva, come suo grandissimo onore, come fosse d'oro prevedeno kot »Kot njegova največja čast, kot da bi bila iz zlata«, znak spoštovanja, ki ga je imel do Michelangela. Tam je ostal, kar je Aldrovandi opisal leta 1556, in v nekaterih sodobnih pismih zapisal, da je očitno naprodaj leta 1607, potem pa je bil popolnoma izgubljen. Leta 2000 je Irene Baldriga v zakristiji cerkve San Vincenzo Martire pri Bassano Romano blizu Viterba prepoznala izgubljeno prvo različico, ki je bila dokončana v začetku 17. stoletja; črna žila je jasno razločljiva na Kristusovem levem licu. Zdaj se pogosto imenuje Giustinianijev Kristus. Kasneje dokončani deli so desna roka, deli obraza in hrbet.
Kljub vsem tem težavam je druga različica navdušila sodobnike. Sebastiano del Piombo je izjavil, da so samo kolena vredna več kot ves Rim, ki ga je William Wallace imenoval »ena najbolj nenavadnih pohval, ki so jih kdaj peli o umetniškem delu«.  Michelangelo prikazuje Kristusa brez obleke. Kristusovi spolni organi so izpostavljeni, da bi pokazali, da je njegova spolnost nepokvarjena zaradi poželenja in popolnoma nadzorovana z njegovo voljo, tako da v svojem vstalem telesu pokaže zmagoslavje nad grehom in smrtjo. V času baroka je bila dodana bronasta plavajoča sramnica.
Noga je pokrčena in glava obrnjena nazaj po principu kontraposta. V primerjavi s prvo različico aktivnejša poza omogoča raznolikejše vtise, ko kip gledamo iz različnih zornih kotov, »ne samo aktivira prostor okoli sebe, ampak tudi nakazuje razpleteno zgodbo«. Prva različica je bila razstavljena v Narodni galeriji v Londonu leta 2017 v isti sobi kot druga različica, risbe zanjo in pismo v zvezi z njo.

## Opis
Michelangelu je bila dana umetniška svoboda oblikovanja. Izrazito je mišičasto telo moškega srednjih let v popolni anatomski obliki, v skladu s starodavnim idealom lepote. Na levi strani, v žilavi, močni roki, drži v rokah velik križ, ki se dviga nad njim. Pred njim, v desni roki nekaj Jezusovih orodij svojega mučeništva. Kompozicijska shema v drži je določena s spiralno rotacijo telesa, ki jo je Michelangelo razvil naprej in naj bi postal model za prihodnje generacije. Glavo, obrnjeno stran od križa s skromnim in ranljivim izrezom, je umetnik oblikoval po tradicionalnem Kristusovem obrazu, z valovitimi lasmi in kozjo bradico, pogled usmerjen v daljavo. Gibanje roke, ki obkroža, spominja na kip Apoksiomena pri Lizipu, prav tako pa vrtenje kolka, ki se nadaljuje v levi koračni nogi in tako reproducira položaj nog klasičnega kontraposta. Prsti  leve noge štrlijo čez skalnat hrib. Ambivalenca in dinamika nasprotnih gibov pogleda in telesa spominjata tudi na Rafaelovo Galatejo s freske v vili Farnesina, ki jo je Michelangelo obiskal med bivanjem v Rimu leta 1517. Lik trdno stoji na skali, za njim je zdrsnil štor, mrliški prt. Sebastiano del Piombo je v svojem pismu z dne 6. septembra 1521 zapisal: [Samo] kolena te [Kristusove] figure so vredna več kot ves Rim. Giorgio Vasari je leta 1568 kip opisal kot izjemno občudovanja vredno figuro.

## Ikonografija in akti
Do začetka 20. stoletja so kip v literaturi imenovali Kristus ali Kristus iz Minerve (Ferdinand Gregorovius, Jacob Burckhardt, Max Sauerlandt in drugi). Henry Thode je v njem videl Človeka žalosti (1908), Charles de Tolnay se je nanj skliceval leta 1948, pri čemer se je skliceval na potrdilo Metella Varisa Michelangelu leta 1532, v katerem je potrdil, da je prejel »samostoječo, golo postavo, kar pomeni vstajenje našega Gospoda«, kot »vstali Kristus z orodji trpljenja, torej človek žalosti«, čeprav manjkajo vse rane ali geste trpljenja. Nadaljnje ikonografske naloge označujejo upodobitev Adama, ki skuša upravičiti goloto figure. Gerda Panofsky v njem vidi »novega Adama«, ki je premagal greh in smrt starega Adama po apokrifnem Nikodemovem evangeliju, v katerem Kristus na svojem potovanju v pekel oznani dobro novico dušam, ki so hlepele v podzemlju in jim pusti v tolažbo svoj križ. Frommel razlaga pomen kipa, da vernikom obljubi vstajenje duše in telesa, kot opisuje Avguštin iz Hipona v svojem delu De jourtete Dei.
Edinstvena Michelangelova figura je gola upodobitev odraslega Kristusa, ki je bila izjema in pomembna kršitev tabuja tudi v času [[visoka renesansa|visoke renesanse]g. Starodavno božansko upodobitev lahko združi s krščansko ikonografijo, tako da se sklicuje na Sveto pismo in utemelji, da je bil Jezus postavljen v izrezljan grob s plaščem in da je Peter našel samo krpe v praznem grobu, torej v trenutku vstajenja gol (Lk 24,12; Jn 20,6). To pa so morali podpirati najvišji predstavniki reda in vere, sicer tega ukaza ne bi izvedli. Michelangelo je prvič na Križanju v Santo Spirito v Firencah umetniško uresničil fizično lepoto človeka, ki je bila ponovno odkrita v renesansi, in izklesal Kristusa na križu brez sramnic. Tudi v drugih delih se je skliceval na starodavni ideal lepote in izrazil svojo idejo o raju, zlasti v svoji freski Padec človeka in izgon iz raja.
Po Tridentskem koncilu, ki je prepovedal upodabljanje brezsramne lepote, je bila kiparska provokacija. Med letoma 1546 in 1638 je menih, ki ga je pekla vest, pohabil moškega člana, zato je bilo treba okoli figure, ki je bila do tedaj gola, zavozlati zanko iz blaga Bronasto sramnico kip nosi še danes.

## Kopije
Do 18. stoletja so kip poznavalci umetnosti šteli za krono vseh Michelangelovih del in je bil simbol najglobljega občudovanja neštetih vernikov. Mnogi evropski knezi in duhovniki so si za svoje zbirke prizadevali pridobiti kompozicijo ali kopijo občudovanega kipa. Za mnoge slikarje in kiparje je bil predmet navdiha in posnemanja. Viljem V., bavarski vojvoda, je svoje diplomatske odnose z Rimom izkoristil tudi za pridobitev kopije. Po nekaterih težavah so mavčni kalupi za izdelavo ulitka leta 1579 dejansko prispeli na Bavarsko. Friedrich Sustris se je pritoževal, da so pogosto uporabljeni in slabi, vendar je vojvodi obljubil, da bo iz njih izdelal vosek. Ali je sledilo mavčno odlitje, ni ugotovljeno. Ob upoštevanju modela je renesančni kipar Hubert Gerhard, ki je delal na bavarskem dvoru, uspel narediti manjšo kopijo iz terakote za vojvodovo bogato kapelo. Oljna pozlata je bila takrat verjetno že del opreme.
Proti koncu 18. stoletja se je zanimanje za Vstalega Kristusa izgubilo in je bil skoraj pozabljen. Šele z odkritjem prve različice se je vrnil bolj v središče diskurza v umetniških krogih.
- Kopija Vstali Kristus, Lindenau-Museum, Altenburg
- Vstali Kristus, Hubert Gerhard, Münchner Residenz, Reiche Kapelle